# 밤에만 크는 나무
《밤에만 크는 나무》는 1989년 2월 17일에 방영한 KBS 드라마게임이다.

## 줄거리
재훈은 나이트클럽의 지배인으로 낮밤이 뒤바뀐 생활을 하고 있지만, 5~6년 후 자신의 야간업소를 갖기 위해 열심히 일한다. 하지만 그의 아내 혜영은 재훈이 큰 음악소리와 조명으로 인해 신경이 날카로워짐을 느끼고 재훈을 설득해 외삼촌의 회사에 입사시킨다. 재훈은 자신의 꿈이 멀어지고 오랫동안 낮밤이 바뀐 생활을 해와서 직장에 적응하지 못한다.
어느 날 재훈은 회사를 나가지 않고 전에 다니던 나이트클럽으로 나가고, 혜영은 나이트클럽으로 찾아가 재훈에게 남들처럼 정상적인 생활을 하자고 설득하지만, 재훈은 제발 자신이 꿈을 이룰 수 있도록 내버려 놓으라며 소리친다.

## 등장 인물

### 주요 인물
- 김기섭 : 재훈 역
- 이경진 : 혜영 역
- 이병철
- 김형자

### 그 외 인물
- 이순재 : 혜영의 아버지 역
- 백수련 : 혜영의 어머니 역
- 양영준
- 이진숙
- 윤초희
- 김진란
- 김해권
- 이두섭
- 이상준
- 박춘길 : 우진 역